# Johann Carl Wiederhold
Johann Carl Wiederhold (geboren um 1743; gestorben 1826) war ein deutscher Buchbinder und Verleger von Stammbuchblättern rund um die Universitätsstadt Göttingen.

## Leben

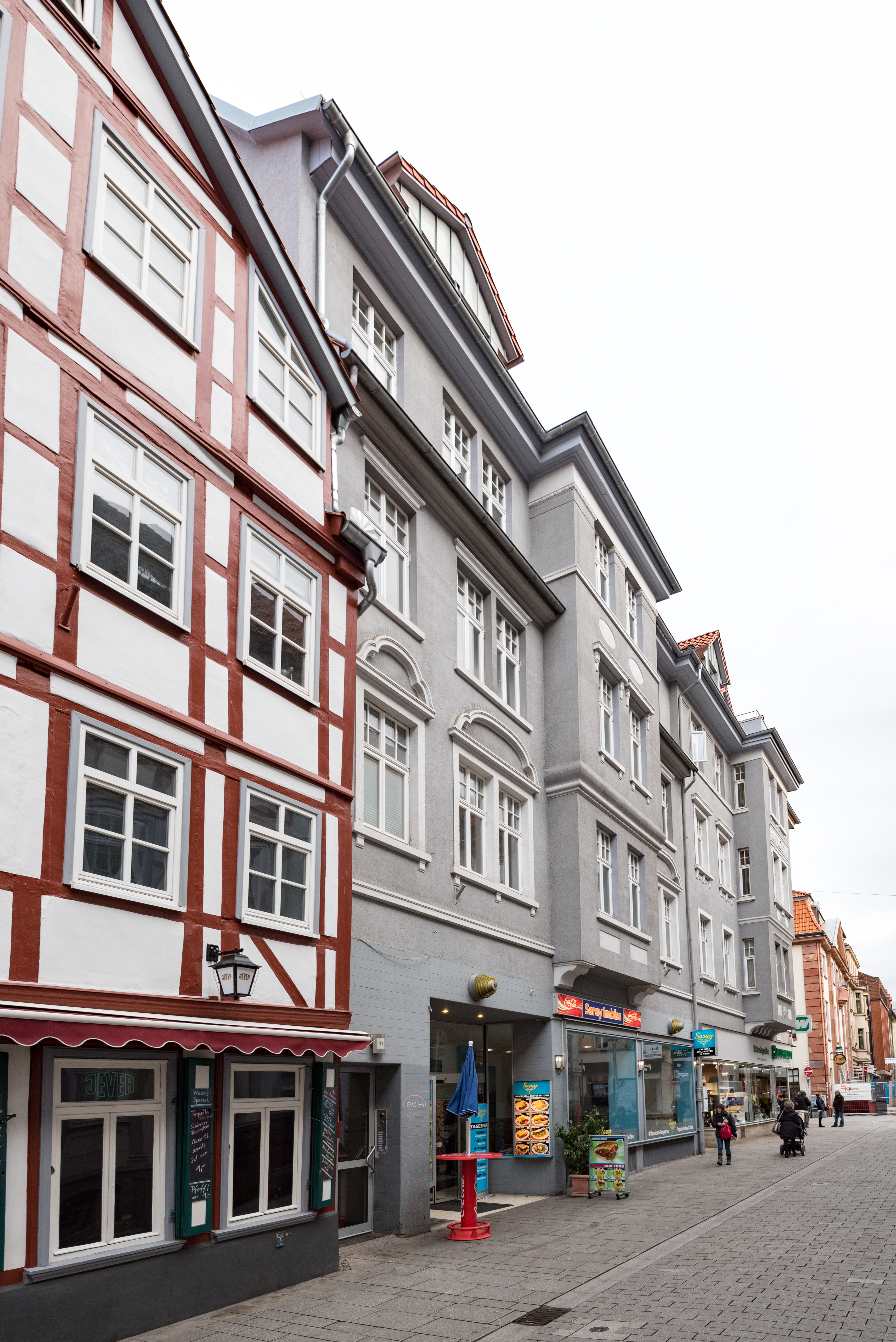
Im – heutigen – Haus Prinzenstraße 15 hatte Wiederhold im 18. Jahrhundert seine Werkstatt eingerichtet

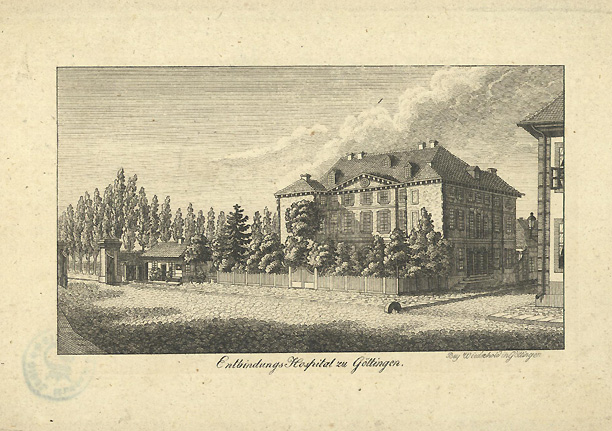
Stammbuchblatt „Entbindungs Hospital zu Göttingen“ (Accouchierhaus Göttingen),
Kupferstich „Bey Wiederhold in Göttingen“

Johann Carl Wiederhold stammte aus Hildesheim und übersiedelte zur Zeit des Kurfürstentums Braunschweig-Lüneburgs nach Göttingen, wo er am 26. Juni 1770 von der Georg-August-Universität die Aufgaben des Universitäts-Buchbindermeisters übernahm, nachdem er seine Bestallung als Königlich Großbritannischer und Kurhannoverscher Universitätsbuchbinder erhalten hatte.
Seine Werkstatt richtete er gegenüber dem Dieterichschen Hause an der Prinzenstraße Ecke Gormarstraße ein. Sein dortiges Haus (heute: Prinzenstraße 15) war gegenüber anderen Gebäude privilegiert.
Kurze Zeit nach Beginn seiner Göttinger Tätigkeit wurde 1771 Wiederholds Tochter Christina Helena geboren. später der Sohn Christoph Gottfried Wiederhold (1781–1856).
Nachdem sich im letzten Drittel des 18. Jahrhunderts in der noch jungen Universitätsstadt die Anfertigung von Kupferstichen als Stammbuchblätter insbesondere durch Johann Christian Eberlein (1778–1814), aber auch Heinrich Christoph Grape senior (1761–1834) sowie Christian Andreas Besemann (1760–1818) und andere etablierte, wurde Wiederhold deren Verleger.
Um sich 1810 als Universitätsbuchbinder zurückzuziehen, übergab Wiederhold 1810 das Geschäft seinem Sohn Christoph Gottfried.